# Lina Gritti
Lina Gritti (Mombretto, 15 settembre 1984) è una calciatrice italiana, attaccante del Cortefranca.

## Palmarès

### Club

#### Competizioni nazionali
- Campionato italiano di Serie B: 2

Brescia: 2006-2007
Como 2000: 2015-2016